# Ерма
Вижте пояснителната страница за други значения на Ерма.
Ерма (на сръбски: Јерма или Jerma, Йерма) е река, която протича през територията на Сърбия (Пчински окръг и Пиротски окръг) и България (Пернишка област – община Трън), ляв приток на река Нишава. Дължината ѝ е 74 km, от които 25 km в България.
Река Ерма извира на 1384 m н.в. в западните склонове на планината Кървав камък, на около 4 km източно от Власинското езеро в Сърбия, Пчински окръг. В началото тече на север като постепенно завива на североизток, при село Стрезимировци навлиза в българска територия и се насочва на изток през историко-географската област Знеполе. При град Трън реката завива на север, преминава през живописното Трънско ждрело и след село Богойна отново навлиза в сръбска територия (Пиротски окръг) при село Петачинци. От там Ерма завива на северозапад, след това на север и накрая на североизток при Погановския манастир, където образува красивото Погановско ждрело. Влива се отляво в река Нишава на 415 m н.в. на 1 km северозападно от село Градище.
Ерма събира водите си от околните планини Грамада, Боховска планина, Знеполска Рудина, Руй, Еловишка планина, Чарчалат, Големи връх, Стража, Гребен, Милославска, Ерулска, Ездимирска, Люляк и Лешниковска, покрай които минава.
По значими притоци са:
На сръбска територия – Драинска река, Цървена река, Блатаница, Кусовранска река (леви притоци); Полавица, Погановска река (десни притоци).
На българска територия – Беловичка река, Зелениградска река, Забелска река, Слави дол, Ломнишка река (леви притоци); Ярловска река, Радула, Лишковица, Глоговищица, Ябланица (десни притоци).
На десния ѝ приток Ярловска река край село Ярловци е построен язовир „Знеполе“.
Многогодишният среден отток на реката при град Трън е 2,4 m3/s, като пълноводието е през месеците март – юни, а маловодието юли – октомври.
Град Трън е единственият град по течението на реката. Селата в България са: Стрезимировци, Главановци, Берайнци и Богойна, а в Сърбия – Клисура, Искровци, Трънски Одоровци, Власи и други.
В България водите на реката се използват главно за напояване, а в горното ѝ течение (в Сърбия), част от водите ѝ са пренасочени към Власинското езеро, което е вододайна зона за град Ниш и други по-малки селища в Източна Сърбия.
Покрай целия северен (ляв) бряг на реката от град Трън до село Стрезимировци преминава част (18 km) от второкласен път № 63 от държавната пътна мрежа.

## Топографска карта
- Лист от карта K-34-34. Мащаб: 1 : 100 000.
- Лист от карта K-34-45. Мащаб: 1 : 100 000.
- Лист от карта K-34-46. Мащаб: 1 : 100 000.